# Fossa intercondilar do fêmur
A fossa intercondilar do fêmur (fossa intercondiloide  do fêmur, incisura intercondilar do fêmur) é um entalhe profundo entre as superfícies posteriores do epicôndilo medial e lateral do femur, duas protrusões na extremidade distal do fêmur que se junta ao joelho. Na frente do fêmur, os côndilos são menos proeminentes, e separados um do outro por uma depressão articular rasa e lisa chamada de superfície patelar, porque se articula com a superfície posterior da patela (rótula).
A fossa intercondilar do femur e/ou a superfície patelar também podem ser  chamados de sulco patelar, fenda patelar, sulco patelofemoral, sulco femoropatelar, sulco femoral, sulco femoral, sulco troclear do fémur, sulco troclear do fémur, superfície troclear do fémur, ou tróclea do fémur .
Na radiografia lateral, é evidente como a linha de Blumensaat .

## Imagens adicionais

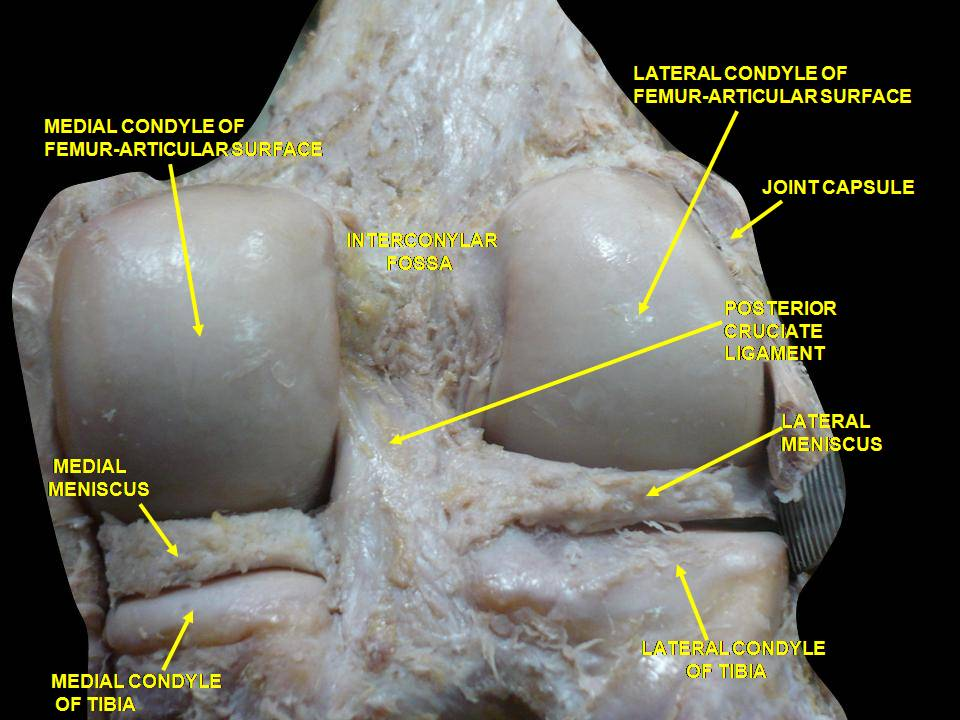
Joelho direito em extensão. Dissecção profunda. Vista posterior.
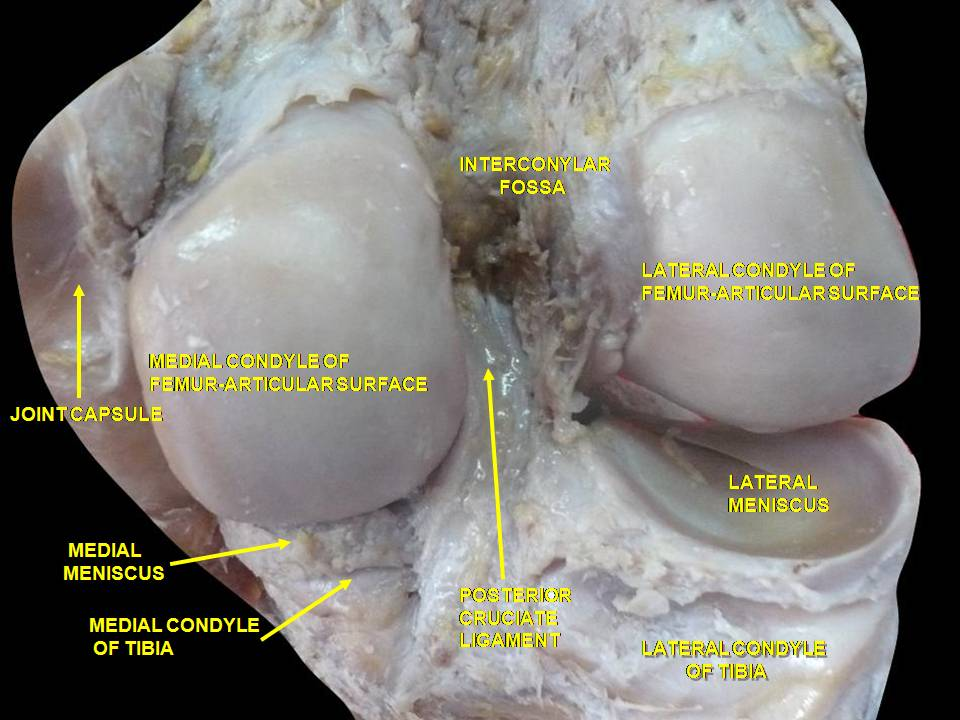
Joelho direito em extensão. Dissecção profunda. Vista posterior.
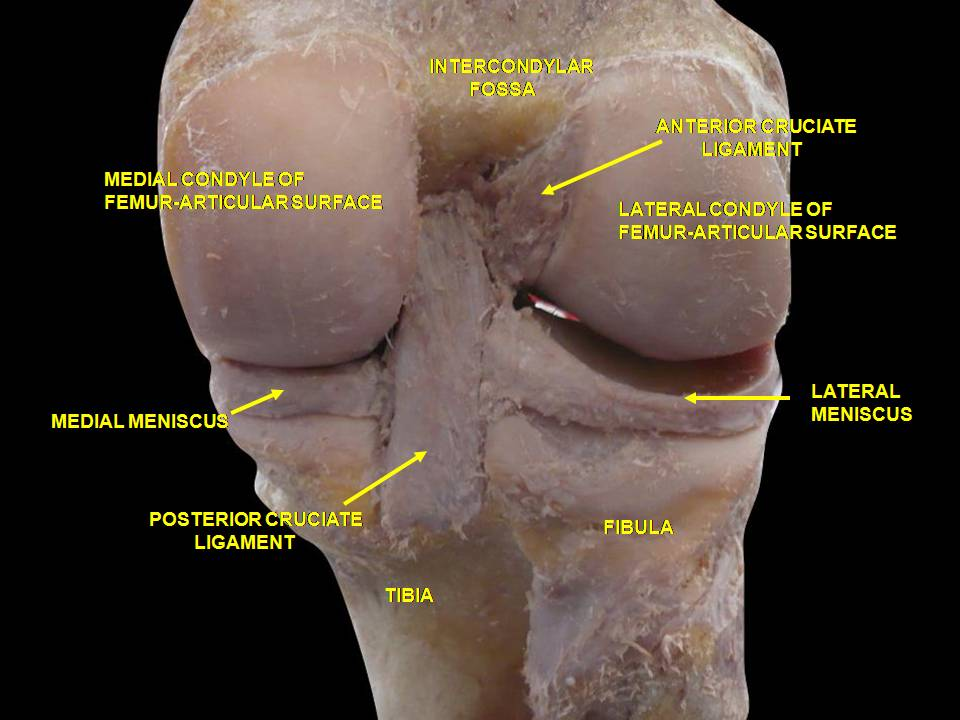
Articulação do joelho. Dissecção profunda. Vista posterior.